# Oswald Van Ooteghem
Oswald Van Ooteghem (Gent, 14 augustus 1924 – Gentbrugge, 1 november 2022) was een Vlaams oostfronter en Vlaams-nationalistisch politicus voor de Volksunie.

## Levensloop
Oswald Van Ooteghem, zoon van Herman van Ooteghem en Gabriella Guenter, groeide op in een Vlaams-nationalistisch milieu. Zijn vader was de voorzitter van de Grijze Brigade, de militaire afdeling van het VNV. Zijn moeder was lid van de Vlaamse Meisjesbond te Gent. Op tienjarige leeftijd werd Oswald Van Ooteghem lid van de Dietse Blauwvoetvendels. Later studeerde hij architectuur aan het Sint-Lucasinstituut te Gent en was hij lid van het Algemeen Vlaamsch Nationaal Jeugdverbond (AVNJ) en de Nationaal-Socialistische Jeugd Vlaanderen (NSJV).
Tijdens de Tweede Wereldoorlog vocht hij vanaf augustus 1941 namens het Vlaams Legioen in het oostfront, meer bepaald aan het Leninggradfront. Later was hij actief als oorlogsverslaggever en vervolgens als officier aan het Oderfront in het Vlaams jeugdbataljon van de Waffen SS-Division Langemarck. Na het einde van de oorlog veranderde hij van identiteit en bleef hij in Duitsland wonen, waar hij werkte als bouwkundig tekenaar. In 1949 keerde hij terug naar België om zich aan te geven, waarna hij tot een gevangenisstraf van drie jaar werd veroordeeld. Hij verbleef tijdens zijn straf in de Nieuwe Wandeling te Gent, waar ook zijn vader en Hendrik Elias hun gevangenisstraf uitzaten. In 1950 kwam hij echter vervroegd vrij en werd hij kaderlid in een bouwonderneming.
In de jaren 1950 sloot Van Ooteghem zich aan bij de Volksunie en was hij actief in het Verbond der Vlaamse Oud-strijders en de Jozef Goossenaertskring. Hij pleitte voor amnestie voor oud-oostfronters. Voor de Volksunie was hij van 1965 tot 1974 provincieraadslid van Oost-Vlaanderen. Vervolgens zetelde hij van 1974 tot 1987 als rechtstreeks verkozen senator voor het arrondissement Gent-Eeklo in de Senaat. In de periode april 1974-oktober 1980 zetelde hij als gevolg van het toen bestaande dubbelmandaat ook in de Cultuurraad voor de Nederlandse Cultuurgemeenschap, die op 7 december 1971 werd geïnstalleerd. Vanaf 21 oktober 1980 tot december 1987 was hij lid van de Vlaamse Raad. Ook was hij van 1977 tot 1984 gemeenteraadslid van Gent.
Na zijn politieke loopbaan werd hij algemeen ondervoorzitter en provinciaal voorzitter van de Oost-Vlaamse afdeling van het Vlaams Verbond voor Gepensioneerden en bleef hij actief in talrijke socioculturele verenigingen.
Van Ooteghem overleed op 98-jarige leeftijd.

## Voetnoten
1. ↑  Biografische fiche Oswald Van Ooteghem; Vlaams Parlement
2. ↑  Hij heeft zijn oostfrontverleden nooit verloochend: eresenator Oswald Van Ooteghem (98) overleden. Nieuwsblad (2 november 2022).